# Robo-fratelli super giganti
Robo-fratelli super giganti (Super Giant Robot Brothers) è una serie animata creata da Víctor Maldonado e Alfredo Torres per Netflix.  È stata pubblicata il 4 agosto 2022.

## Trama
In futuro, due fratelli robot giganti devono difendere la Terra da un malvagio impero intergalattico che sta inviando kaiju per distruggere il mondo.

## Episodi
| nº | Titolo originale      | Titolo italiano                           | Pubblicazione |
| -- | --------------------- | ----------------------------------------- | ------------- |
| 1  | Gone and Back Again   | Andata e ritorno                          | 4 agosto 2022 |
| 2  | Welcome to G.R.I.T.S. | L'addestramento                           | 4 agosto 2022 |
| 3  | Put Me in, Coach      | Fammi entrare, capo                       | 4 agosto 2022 |
| 4  | Upgrades              | Potenziamenti                             | 4 agosto 2022 |
| 5  | Inner Space           | Spazio interiore                          | 4 agosto 2022 |
| 6  | Road Trip             | In viaggio                                | 4 agosto 2022 |
| 7  | Boybotfriend          | Fidanzato robot                           | 4 agosto 2022 |
| 8  | Whack-a-bot           | Un problema tira l'altro                  | 4 agosto 2022 |
| 9  | Defying Gravity, Bro  | I fratelli sfidano la legge... di gravità | 4 agosto 2022 |
| 10 | The Hand of Fate      | La mano del destino                       | 4 agosto 2022 |

## Produzione e distribuzione
La serie è stata annunciata a giugno 2021. La produzione si distingue per l'uso di tecniche di produzione virtuali tra cui motion capture e telecamera virtuale per i personaggi e azioni all'interno del motori grafico Unreal Engine. I dati raccolti dal motion capture sono stati utilizzati come riferimento per gli animatori prima che l'animazione finale fosse inviata a Unreal, dove l'intera serie animata è stata renderizzata in tempo reale, rendendo la serie una delle prime ad essere renderizzata interamente in tempo reale.
La serie è stata prodotta dallo studio di animazione Reel FX a Montréal, e dallo studio Assemblage Entertainment con sede a Mumbai, quest'ultimo sì è occupato principalmente dell'animazione aggiuntiva.

## Altri media
La serie rende omaggio ad altri media.
- Nel primo episodio, Andatata e ritorno, Alex Rose grida "Qual è la frequenza, Kenneth?"  a un altro personaggio, che non viene mai più citato o visto. Questo è un tributo alla canzone dei R.E.M. What's the Frequency, Kenneth?.
- Nel quinto episodio, Spazio interiore, un robot "starnutisce" addosso ad un uomo, che urla "Non dovrei nemmeno essere qui oggi", in omaggio al film Clerks - Commessi di Kevin Smith.